# Sven Järve
Sven Järve (ur. 25 lipca 1980 w Tallinnie) – estoński szpadzista, brązowy medalista mistrzostw świata.
Podczas mistrzostw świata w Turynie w 2006 roku wywalczył indywidualnie brązowy medal. Wyprzedzili go jedynie Chińczyk Wang Lei i Portugalczyk Joaquim Videira. Był też między innymi dziesiąty drużynowo na mistrzostwach świata w Antalyi w 2009 roku.
Nigdy nie wziął udziału w igrzyskach olimpijskich.